# Vườn quốc gia Khao Laem Ya - Mu Ko Samet
Vườn quốc gia Khao Laem Ya - Mu Ko Samet (tiếng Thái: เขาแหลมหญ้า-หมู่เกาะเสม็ด) là một vườn quốc gia được thành lập ngày 1 tháng 10 năm  1981, với diện tích 131 km2, nằm tại bờ biển của Vịnh Thái Lan, thuộc huyện Klaeng, tỉnh Rayong, Thái Lan.

## Các địa điểm nổi bật
- Khao Plet (đồi Plet)
- Khao Laem Ya(Đồi Leam Ya)
- Bãi biển Mae Ram Phung
- Ko Samet
- Ko Kudi
- Ko Kruai
- Ko Makham (cũng gọi Ko Kham)
- Ko Plai Tin
- Ko Chan
- Ko Talu